# タイムラインセラピー
NLPタイムラインセラピー (Time line therapy) とは、全米催眠療法協会会長でアメリカン・パシフィック大学総長のタッド・ジェームス（米: Tad James）によって開発された催眠療法の1つ。

## 概要
意識の中で時間を遡ることにより、人が持っている認識（嫌な記憶や良い記憶）を変化させることを可能とする。大変大きな影響力を持つので、使用する場合は心理の専門家立ち会いの下に行うことを推奨する。万が一自分の感情の起伏が激しくなった場合は即座にワークを中止し、心理的な違和感が残るようであるなら専門家の臨床を受けること。

### タイムラインセラピー
タイムラインセラピーとは、時間の流れを一本のラインとして捉え、そのラインを地面に描き、実際にライン上を歩くことである。ライン上にいくつかの点を指定し（現在の地点、過去の地点、未来の地点など）、時間の流れを感じながらその上を歩く。タイムラインを歩きながら、指定した地点にたどり着くごとにその地点に立ち、感じたことを述べる。視覚的、聴覚的、身体感覚的の3点で述べると、より過去を追体験しやすい。
タイムラインで良く使われる地点として、刷り込み期（0歳 - 7歳）、モデリング期（8歳 - 13歳）、社会化期（14歳 - 21歳）が挙げられる。これらの地点の中で、自分自身のパーソナリティが作られる。トラウマの原因となる体験や記憶は、刷り込み期（0歳 - 7歳）に作られることが多い。
タイムラインセラピーを行う際に、2つの時間の視点が存在する。2つの時間の視点に、「インタイム」と「スルータイム」が存在する。「インタイム」とは、時間軸の中の視点で時間を感じることであり、「スルータイム」とは、自分はタイムラインの外に立っている状態を言う。2つの視点を使い分けることによって、過去の認識を変えることを可能にする。

### 歪曲・削除・一般化
人が現実を認識する時には、現実をそのまま見ることをせずに「削除」・「歪曲」・「一般化」が行われる。これは、人の認識が決して現実に反応しているわけではなく、自分自身の過去の経験に基づいて現実を認識していることを示している。
「削除」とは、物事の一部の情報のみしか認識せずに、他の情報を削除することである。人にとっての現実は、取捨選択された中での現実である。「歪曲」とは、物事を誤った形で認識してしまうことを言う。例えば、赤ん坊の時に転び、危険な体験をしたとして、転んだ時にネズミの人形があったとする。その場合、情報を歪曲し、そのネズミの人形を自分自身を危険な目に遭わせるものであると認識してしまうことがある。「一般化」とは、一度しか起こっていないことを社会一般的なことと捉えてしまい、心理的制約を作ってしまうことである。例えば、1回失敗したとして、その1回の経験から自分の苦手分野であると認識してしまうことを言う。
これらの認識の相違を変化させ、好転させる事がタイムラインセラピーの特徴である。

## 効用
タイムラインセラピーを行うことによって、自分自身の過去と未来の認識を変えることができる。例えば過去においては、過去を違った視点で捉えることが可能になるので、嫌な記憶であればその記憶を薄めることが可能であるし、良い体験であればその体験をより強めることが可能である。また、未来においては、将来における展望をより明るいものに変化させることによって、未来に対するモチベーションを高めることができる。過去、未来の認識を変えることは、自分自分の目標達成を加速的にすることが可能である。